# F. W. Winterbotham
Frederick William Winterbotham est un officier de la Royal Air Force et du MI6 ayant supervisé le programme Ultra pendant la Seconde Guerre mondiale. Son livre The Ultra Secret, paru en 1974, révèle au grand public le rôle des cryptographes de Bletchley Park dans la victoire des alliés.

## Biographie
Frederick William Winterbotham, né le 16 avril 1897, dans la paroisse de Stroud (Gloucestershire), est le fils de l’avocat Frederick Winterbotham et de Florence Vernon Graham. Il est scolarisé à Charterhouse School, dans le Surrey, et s’engage en 1914 dans un régiment de Yeomanry, avant d’intégrer le Royal Flying Corps en 1916, à l’âge de dix-neuf ans.
Après sa formation de pilote, il est envoyé sur le front en 1917. Au cours d’une mission de reconnaissance, son avion est touché en Flandre par un pilote de la Luftstreitkräfte le 13 juillet. Il est emprisonné jusqu’à la fin de la guerre à Holzminden et apprend l’allemand. À son retour, il étudie le droit au collège Christ Church d’Oxford. Dans les années 1920, il parcourt le monde et investit dans des fermes au Kenya et en Rhodésie.
De retour à Londres, il intègre la Royal Air Force en 1929 avec la mission de développer le département de l’aviation au MI6. Il est listé dans les cadres de la RAF comme un officier de liaison avec le Foreign Office.  Il recrute des agents en Europe, dont le baron de Ropp, qui lui permet de gagner la confiance d’Alfred Rosenberg, disciple de la première heure d’Adolf Hitler. Il organise en 1932 un dîner au Savoy avec quelques aristocrates pour impressionner Rosenberg, que Winterbotham juge a posteriori « nerveux » et « inintéressant »,,.
En février 1934, Winterbotham obtient l’autorisation de se rendre en Allemagne. Rosenberg lui fait visiter la ville natale de Martin Luther. Ils prennent le thé avec Elisabeth, la sœur octogénaire de Friedrich Nietzsche. Face au prosélytisme nazi permanent de Rosenberg et devant ses saillies antisémites incessantes, Winterbotham se limite à son rôle de « gentilhomme britannique détendu » pratiquant un allemand rudimentaire. Son visage « aryen » et sa haute taille lui assurent la considération des nazis. 
À Berlin, il rencontre Adolf Hitler. Cinquante ans plus tard, il se remémore la scène : passant devant deux gardes SS gantés de blanc, il pénètre dans le bureau du chancelier et s’avance seul vers le « petit homme avec la petite moustache ». Il est d’emblée frappé par ses globes oculaires « exorbités » et son « regard de poisson mort ». Rosenberg et de Ropp les rejoignent et Winterbotham se prête à des « amabilités », lui racontant sa captivité pendant la guerre et célébrant l’esprit chevaleresque des aviateurs allemands, ce qui ravit le chancelier. Quand le communisme est évoqué, Hitler se lève, le sang lui monte au visage et il se lance dans un monologue enflammé, comme s’il s’adressait à une foule, avant de se rassoir en souriant une fois terminé, semblant conscient du ridicule de la situation. Au cours d’une conversation de plus d’une heure, il annonce à Winterbotham et de Ropp vouloir étendre le Reich à la totalité de l’Europe et de la Russie, tout en vivant en bonne entente avec les Anglais et les Américains.
Winterbotham visite l’Allemagne plusieurs fois dans les années suivantes, espionnant Göring et des officiers de la Luftwaffe comme Milch et Kesselring. Il alerte sur le réarmement de l’Allemagne dans ses rapports. Pendant la guerre d’Espagne, il rédige un rapport très détaillé sur le général Franco. Il comprend en 1938 que sa couverture est compromise à Rome comme à Berlin.
Au moment des accords de Munich, il monte une opération franco-britannique de reconnaissance aérienne avec son ami Georges Ronin (responsable de l’aviation au Deuxième Bureau). Le pilote australien Sidney Cotton photographie l’Italie et l’Allemagne à bord d’un Lockheed L-12 américain.
Winterbotham dépend directement de l’amiral Hugh Sinclair, chef du MI6 de 1923 à 1939, puis de son successeur, le général Stewart Menzies. Il est informé avant la guerre de l'existence d’Enigma, le dispositif de cryptage des communications allemandes, et des efforts franco-polonais pour le résoudre.

### Seconde Guerre mondiale
Au printemps 1940, les cryptographes installés à Bletchley Park (dont Alan Turing et Hugh Alexander) commencent à décoder les messages d’Enigma. Les informations provenant de cette source sont classées « Ultra » secrètes. Menzies confie à Winterbotham l’organisation de leur traduction et de leur transmission à Winston Churchill et aux commandants militaires alliés,. Jusqu’en 1945, la distribution d’Ultra est stratégiquement calculée, afin de garder secret le déchiffrement d’Enigma et d’éviter ainsi que les failles des opérateurs allemands ne soient corrigées.
Winterbotham recrute et supervise les SLU (Special Liaison Units) déployées auprès des commandants britanniques et américains pour sécuriser la transmission des renseignements Ultra secrets,. En 1943, il met en lien Charles Portal, le chef de la Royal Air Force, avec Barnes Wallis, l’inventeur de la bombe rebondissante utilisée lors de l’opération Chastise. Il devient commandeur de l’Ordre de l’Empire britannique en 1943 et les Américains lui remettent la médaille de la Légion du mérite en 1945.

### Le Secret Ultra
À la fin de la guerre, Churchill ordonne de garder secrète l’existence d’Ultra. Winterbotham se retire de la Royal Air Force et de l’Intelligence Service, rejoignant le board des dirigeants de la British Overseas Airways Corporation. Il se retire en 1952 dans le Devonshire et consacre son temps à l’élevage de chevaux.
Rien ne fuite du côté britannique : Churchill meurt en 1965 et Menzies en 1968. Władysław Kozaczuk publie un livre sur Enigma en 1967 et Gustave Bertrand en 1973. Winterbotham est contacté à propos d’Ultra par un journaliste. Recevant l’autorisation de l’Intelligence Service, il rédige et publie à soixante-dix-sept ans The Ultra Secret (édité à Londres par Weidenfeld & Nicolson et à New York par Harper & Row), retraçant à partir de ses souvenirs l’histoire de la source Ultra et de sa distribution aux commandants alliés. Il révèle que le général Montgomery était informé des positions de Rommel dans le désert libyen, et dévoile l’influence décisive d’Ultra dans la bataille de l'Atlantique et dans les débarquements alliés,. L’une de ses affirmations fait polémique en Angleterre : selon lui, en novembre 1940, Churchill aurait délibérément ignoré l’imminente « opération sonate au clair de lune » de la Luftwaffe sur la ville de Coventry.
The Ultra Secret est un best-seller aux États-Unis. Winterbotham est interviewé par la NBC et donne une série des conférences. Le New York Times souligne l’intérêt historiographique de ce livre, qui révèle le mieux gardé des secrets de la Seconde Guerre mondiale après le projet Manhattan. Il est cependant reproché à Winterbotham un biais qui consisterait à voir dans la source Ultra l’unique clef des succès militaires des Alliés. Des approximations sont aussi relevées (notamment sur la source Magic des Américains et le déchiffrement du code Purple japonais) ainsi que des omissions (par exemple sur le rôle des Polonais dans le décryptage d’Enigma avant-guerre). 
Winterbotham publie un deuxième ouvrage en 1978, The Nazi Connection, sur sa fréquentation d’Adolf Hitler et d’autres dignitaires nazis dans les années 1930. Il accuse le Führer du culte nazi d’avoir été un mystique adepte de magie noire. The Ultra Spy, une autobiographie, paraît en 1989 chez Macmillan. Il meurt âgé de quatre-vingt-douze ans, le 28 janvier 1990, à Blandford dans le Dorset. Il s’était marié quatre fois (en 1921, 1939, 1948 et 1987).